# Ruger 10/22
Ruger 10/22 é a designação de uma série de rifles semiautomáticos produzidos pelo fabricante americano de armas de fogo Sturm Ruger & Co, com câmaras para o cartucho de fogo circular no calibre .22 Long Rifle.

## Visão geral
O Ruger 10/22, usa um carregador rotativo de 10 tiros patenteado, embora carregadores tipo "box" de maior capacidade também estejam disponíveis. A versão "Carbine" padrão do Ruger 10/22 está em produção continuamente desde 1964, tornando-o um dos designs de rifle de fogo circular de maior sucesso da história, com vários fabricantes terceirizados produzindo peças e acessórios para atualização e personalização. Na verdade, o mercado de reposição do 10/22 é tão prolífico que um 10/22 pode ser construído com componentes totalmente não fabricados pela Ruger.

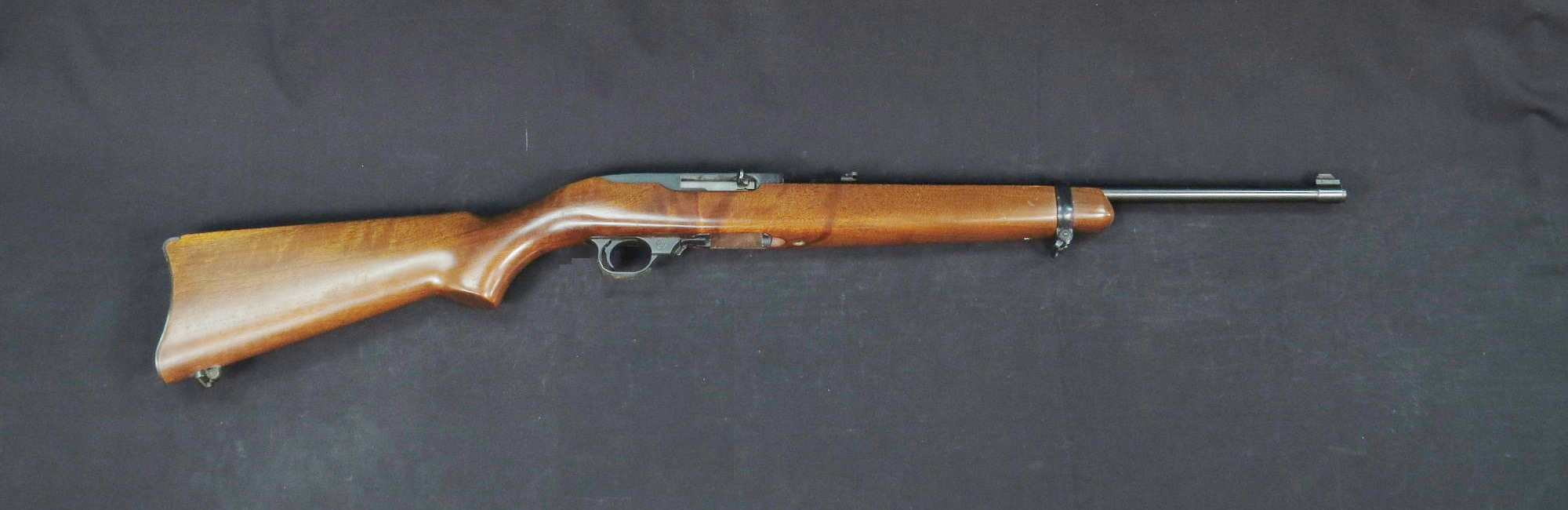
Um Ruger 10/22 padrão.

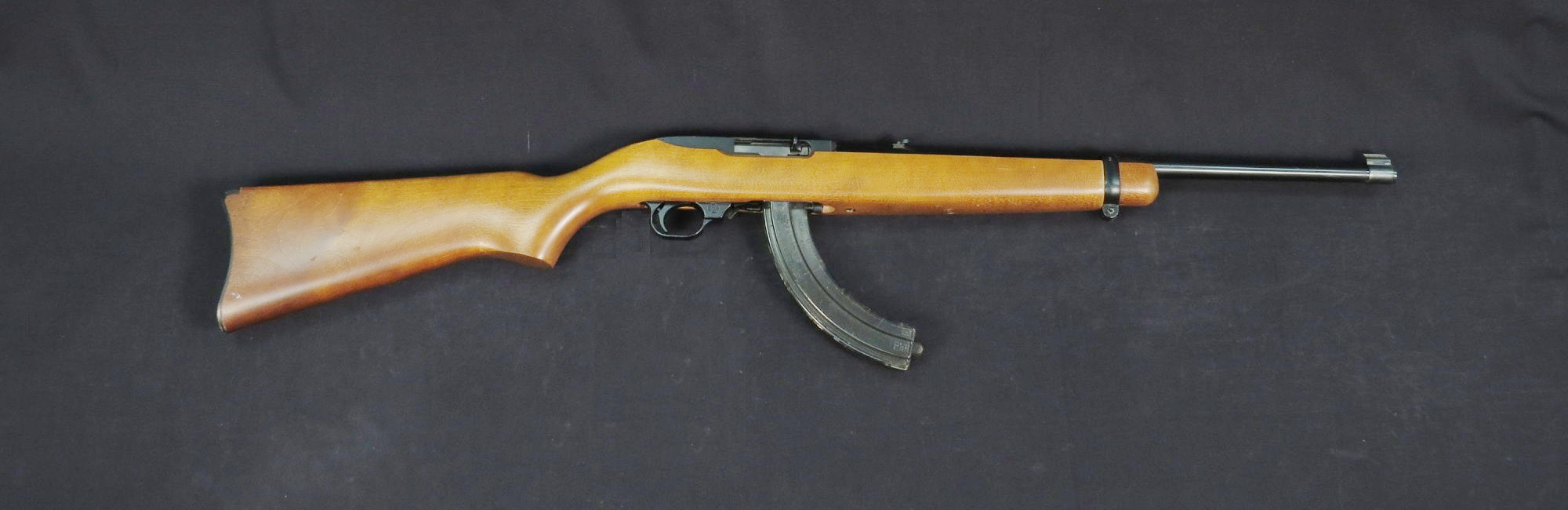
Um Ruger 10/22 com carregador "box".

Uma versão magnum do 10/22, conhecido como 10/22 Magnum, com câmara para o cartucho .22 WMR, foi fabricada de 1998 a 2006. Uma versão em .17 HMR, a "10/17", foi anunciada em 2004 mas só foi listado no catálogo por dois anos.

## Usos e customização

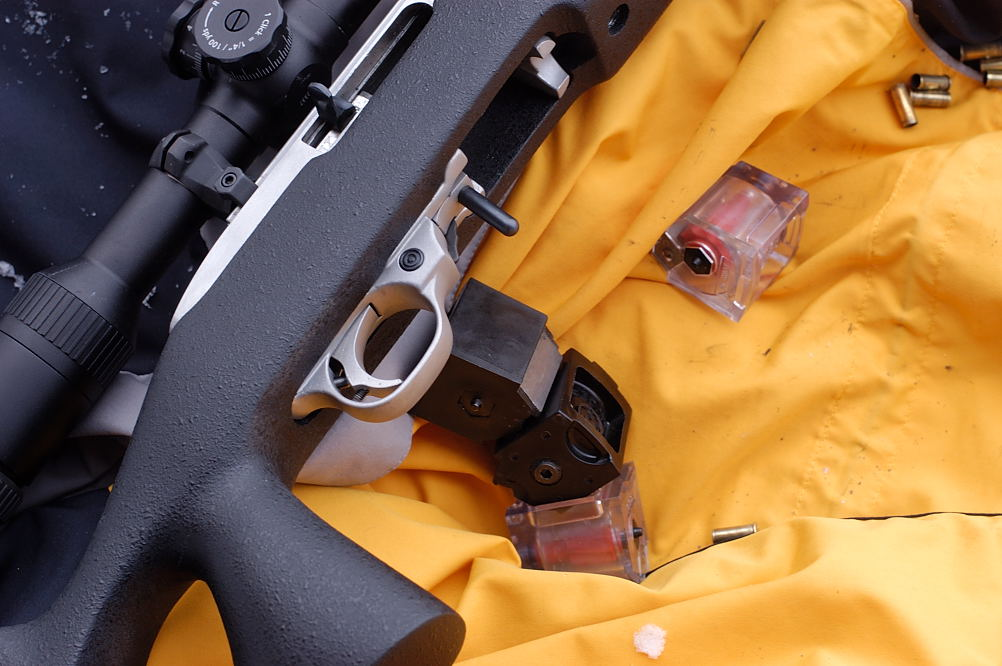
Ruger 10/22 altamente personalizado pela "Clark Custom Guns". Carregadores transparentes/vermelhos são da edição do 40º aniversário.

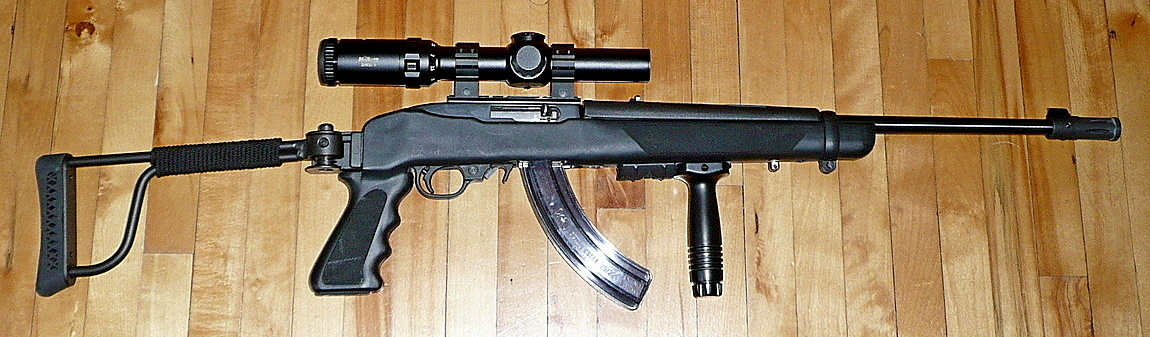
Ruger 10/22 customizado com coronha dobrável da "Butler Creek" e mira ótica Millett DMS-1 1-4 X 24mm.

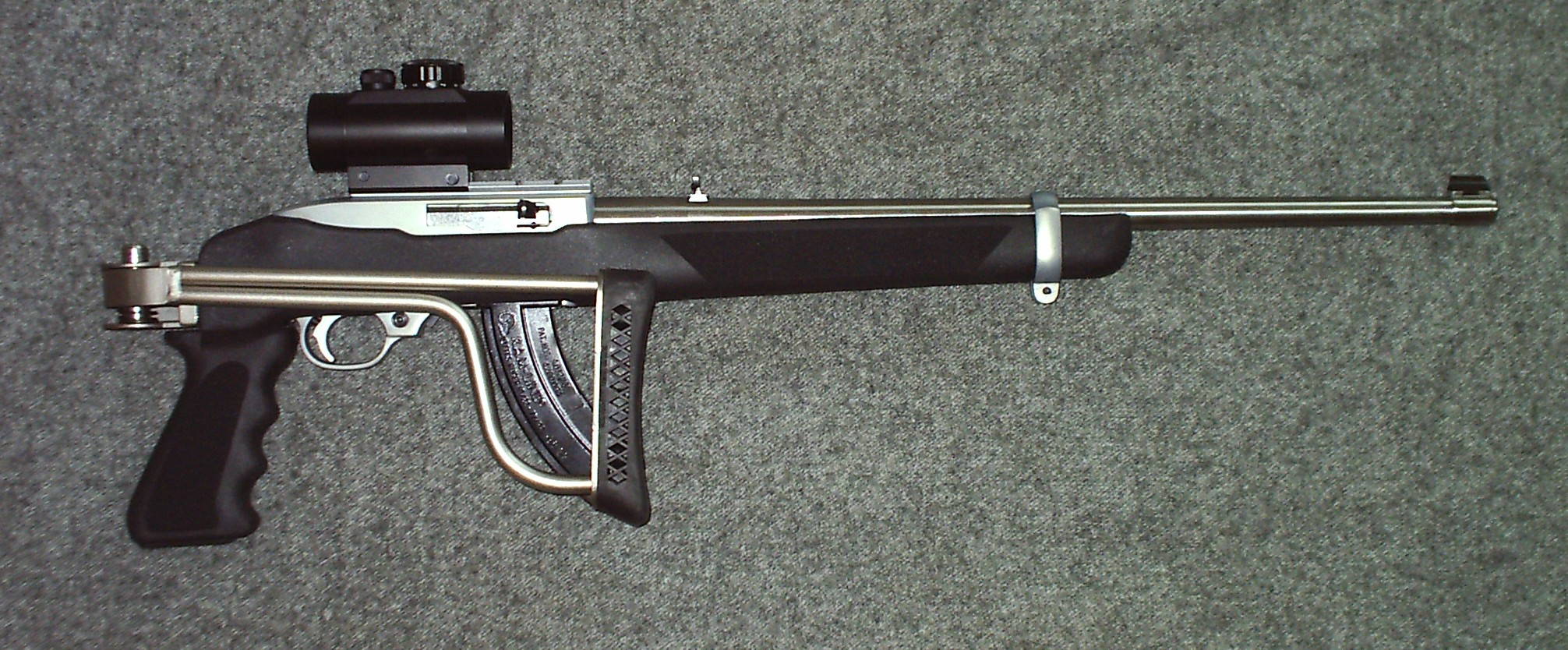
Ruger 10/22 "Stainless" com coronha dobrável da "Butler Creek" e uma mira Red Dot da "TRUGLO".

O Ruger 10/22 tornou-se imediatamente popular após seu lançamento. Ele foi projetado como uma arma de qualidade para adultos com ergonomia para adultos e não como um "rifle juvenil" estereotipadamente barato. Foi estilizado como uma reminiscência da carabina M1 dos Estados Unidos que usava o cartucho .30 Carbine, aumentando seu apelo. Suas características de fácil manuseio, recuo insignificante e munição barata, no entanto, o tornam ideal para atiradores jovens ou inexperientes.
O Ruger 10/22 é muito popular para caçadores de animais pequenos e aqueles que querem um rifle barato para disparar munição barata para prática de tiro ao alvo ou tiro recreativo. Essa popularidade levou a muitas modificações pós-venda disponíveis para melhorar o desempenho, melhorar a aparência do rifle ou aumentar a capacidade do carregador, tornando a 10/22 uma das armas de fogo mais personalizáveis já feitas. Os fabricantes personalizados também fazem "clones" do 10/22, que são semelhantes em design (a maioria das peças são intercambiáveis), mas construídos com especificações e custos muito mais elevados.
O cano do Ruger 10/22 usa um sistema exclusivo de dois parafusos e bloco em V para prender o cano ao receptor, tornando a remoção e substituição do cano (o que exigiria o trabalho de um armeiro com a maioria dos outros rifles) muito fácil. Isso, quando combinado com a construção simples dos demais componentes, significa que uma pessoa comum pode facilmente substituir qualquer parte da arma com nada mais do que uma chave de fenda, uma chave Allen e alguns punções.

## Variantes
Essas são as principais variantes do Ruger 10/22:
- 10/22 Carbine
- 10/22 Compact
- 10/22 Takedown
- 10/22 Tactical
- 10/22 Takedown Lite
- 10/22 Sporter
- 10/22 Target
- 10/22 Competition

Atualmente, cada variante tem modelos que se distinguem por códigos definindo detalhes de acabamento e acessórios, como por exemplo a 10/22 Carbine:
- 1103
- 1151
- 1256
- 31113
- 31139
- 31143
- 31145
- 31154
- 31159
- 1133
- 1264
- 1265
- 1270
- 1273
- 1285
- 21102
- 21138
- 31109
- 31130

## Usuários
- Israel: A Ruger 10/22 teve uso limitado pelas Forças de Defesa de Israel (IDF) no conflito israelo-palestino como uma arma "menos que letal" para fins de segurança e controle de multidões ou "motins" nos Territórios Palestinos. A IDF usa uma versão modificada do rifle carabina com um escopo e um supressor, o que permitiria uma operação silenciosa, sem ruídos altos para indicar a origem do tiro.[1][14][15] O uso do rifle pelas IDF como uma arma menos letal foi (e continua sendo) controverso. Em 2001, seu uso como menos letal foi proibido pelo advogado-geral militar Menachem Finkelstein, mas em 2009 foi reintroduzido novamente em serviço. Desde então, continuou a ser responsável por várias fatalidades, especialmente entre jovens palestinos, com a última vítima tendo sido morta em dezembro de 2020.[16]